# Sainte-Maure-de-Touraine
Sainte-Maure-de-Touraine – miejscowość i gmina we Francji, w Regionie Centralnym, w departamencie Indre i Loara.
Według danych na rok 1990 gminę zamieszkiwały 3983 osoby, a gęstość zaludnienia wynosiła 99 osób/km² (wśród 1842 gmin Regionu Centralnego Sainte-Maure-de-Touraine plasuje się na 87. miejscu pod względem liczby ludności, natomiast pod względem powierzchni na miejscu 169.).
W Sainte-Maure-de-Touraine urodził się wikariusz apostolski Markizów Ildefonse-René Dordillon SSCC.